# Sniper (Software)
Ein Sniper – wörtlich ein Scharfschütze – ist ein Computerprogramm, das bei Online-Auktionen oder ähnlichen Geschäften im Internet im Auftrag einer Bieterin oder eines Bieters ausgewählte Angebote beobachtet und im letzten Augenblick ein Gebot abgibt, das im Rahmen einer oberen Grenze nach Möglichkeit das aktuelle Höchstgebot überbietet und so die Auktion gewinnt.

## Wirkprinzip
Das Verhalten, das ein Bieter auch ohne Unterstützung durch ein Programm zeigen kann, hat den Vorteil, dass Mitbieter keine Zeit mehr haben, ihr Gebot zu erhöhen, und den Nachteil, dass auch der Bieter dazu keine Chance hat, weil die Zeit abgelaufen ist. Der Erfolg dieses Verhaltens ist daran gebunden, dass die Auktion ein festes zeitliches Ende hat und Mitbieter nicht dieselbe Taktik anwenden.

## Softwarelösungen
Derartige Programme sind zum Einrichten auf dem eigenen Computer verfügbar. Es gibt aber auch Dienstleister im Internet, die – meist gegen Entgelt – für den Bieter die Aufgabe übernehmen, eine Online-Auktion zu verfolgen und mitzubieten. Dabei ist auf die Währung und die Zeitzone zu achten, mit der der Dienstleister arbeitet. Außerdem müssen dazu die eigenen Benutzerdaten an einen (unbekannten) Dienstleister weitergegeben werden, was in den AGB der Auktionshäuser regelmäßig verboten ist und ein Sicherheitsrisiko darstellt.
Manche Programme bzw. Dienstleister ermitteln und berücksichtigen die variable Laufzeit vom Absenden eines Gebotes bis zum Eintreffen beim Auktionshaus. Einige Online-Auktionshäuser verbieten den Einsatz von Snipern oder verhindern ihn dadurch, dass sie keinen festen Zeitpunkt für das Ende einer Auktion vorgeben bzw. sich dieser durch die Abgabe von Geboten ggf. verschiebt (z. B. bei Ricardo und auf Wunsch des Verkäufers bei Delcampe).

## Rechtsprechung
Das Landgericht Hamburg hatte mit Urteil vom 16. Juli 2022 (Aktenzeichen 312 O 271/02) entschieden, dass der Einsatz einer Software bei Online-Auktionen, um „das letzte und damit erfolgreiche Gebot computergestützt abzugeben, [...] gegen § 1 UWG [verstößt], wenn im Rahmen dieses Angebots das Passwort der Online-Auktion weitergegeben werden muss, das nach den Vertragsbedingungen der Online-Auktion in jedem Falle geheim zu halten ist. Das Angebot stellt darüber hinaus auch eine unlautere Absatzbehinderung für die Online-Auktion dar, da sich durch den verbreiteten Einsatz der angebotenen Software-Lösung das Bieterverhalten der Kunden verändern wird.“ Das Landgericht Berlin hatte demgegenüber am 11. Februar 2003 (Aktenzeichen 15 O 704/02) geurteilt, dass Sniper-Software bei ebay zulässig sei. Konkret habe das LG Hamburg geurteilt, dass „[e]in Verleiten zum Vertragsbruch [...] nur dann wettbewerbswidrig [ist], wenn auf die Verletzung einer wesentlichen Hauptpflicht hingewirkt wird. Der Einsatz einer ‚Sniper‘-Software, die automatisch ein Gebot zum letztmöglichen Bietzeitpunkt der Auktion herstellt, verletzt keine vertragliche Hauptpflicht, sondern eine nicht wettbewerbswesentliche Nebenpflicht.“ Ferner habe das LG Hamburg geurteilt, dass eine „Wettbewerbswidrigkeit wegen Marktbehinderung den Nachweis der konkreten ernstlichen Gefahr für den Bestand des Wettbewerbs auf dem betreffenden Markt [erfordert]. Es ist jedoch nicht dargelegt, dass der Einsatz der ‚Sniper‘-Software zu einer Veränderung des Bietverhaltens und damit zu einer negativen Auswirkung auf die Erlöse führt.“ Neuere oder höherinstanzliche Urteile sind nicht bekannt (Stand 2022).

## Trivia
Das Snipen wird in der Wissenschaftsdoku „Wissen hoch 2 - Der Fluch des Gewinnens“ der Regisseurinnen Andrea Schäfer und Marilena Schulte aus dem Jahr 2021 erwähnt; die Dokumentation behandelt das Thema Auktionen und beleuchtet es in thematischer Breite, es geht u. a. auf die holländische Auktion und andere Auktionsformate ein.